# Centaurea jankae
Centaurea jankae — вид квіткових рослин айстрових (Asteraceae). Ареал: Болгарія, Румунія.

## Біоморфологічна характеристика
Багаторічна трав'яниста рослина. Стебла прямовисні, міцні, 30–100(120) см заввишки, у верхній половині часто щиткоподібно розгалужені. Прикореневі листки 10–25 × 7–15 см, 1(2) неправильно перисторозсічені, сегменти лінійні, 1.5–4 мм завширшки, з цільними краями, темно-зелені, павутинно-запушені або майже голі. Голова квіткова одинична, на довгій ніжці, від яйцюватої до майже кулястої, 20–25 × 17–20 мм. Приквітки притиснуті, жилкуваті, середні яйцеподібні, верхні довгасті, темно-зелені з темно-пурпуровим відтінком у верхній частині. Квіточки пурпурові. Сім'янки 5–5,5 мм, папуси 5–6 мм. Період цвітіння: травень і червень, період плодіння: червень і липень.

## Середовище
Зустрічається на низькій висоті від 130 до 320 метрів, особливо в Болгарії, переважно на пологих або крутих схилах. Місцезнаходження, які віддає перевагу C. jankae, включають вапнякові породи крейдяного періоду з різноманітністю мергелів, глинистих мергелів і вапняків.